# Президентские выборы в Армении (2013)
Президентские выборы в Армении 2013 года проходили 18 февраля. Президент Серж Саргсян был переизбран на второй срок, получив абсолютное большинство голосов в первом туре (58,6 %). Его ближайший соперник лидер партии «Наследие» Раффи Ованнисян оказался на втором месте с 36,8 % голосов. Явка составила 60 %.

## Обстановка перед выборами
Ни одна из четырёх оппозиционных партий в парламенте не признала результаты предыдущих президентских выборов 2008 года.
Вторая по величине оппозиционная партия Процветающая Армения объявила 12 декабря, что не будет выставлять кандидата на предстоящие выборы и не поддержит ни одного из кандидатов. О таком же решении проинформировала 26 декабря Армянская революционная федерация Дашнакцутюн. К такому же решению пришел ЦК КПА на пленуме 29 декабря. Республиканская партия 15 декабря выдвинула действующего президента Сержа Саргсяна на второй срок.

## Кандидаты в президенты
Выдвижение кандидатов проходило до 4 января 2013 года. Первоначально было выдвинуто 15 кандидатов, но лишь 8 из них внесли избирательный залог (8 млн драмов) и были официально зарегистрированы ЦИК на внеочередном заседании 14 января.
- Серж Саргсян, действующий президент Армении, председатель Республиканской партии.
- Раффи Ованнисян, лидер партии «Наследие»
- Паруйр Айрикян, лидер партии Союз за национальное самоопределение[9].
- Грант Багратян, бывший премьер-министр, лидер партии Свобода[10].
- Вардан Седракян, исследователь эпической поэзии[11].
- Андриас Гукасян, директор радиостанции[10].
- Арман Меликян, экс-министр иностранных дел НКР, кандидат в президенты на выборах 2008 года.
- Арам Арутюнян, лидер партии «Национальное согласие».

## Избирательная кампания
- Избирательная кампания стартует 21 января и продолжается до 16 февраля 2013 года.
- За 18 дней до выборов 31 января в центре Еревана было совершено покушение на кандидата в президенты Паруйра Айрикяна. С огнестрельным ранением в область грудной клетки (по другим источникам — в предплечье) он был доставлен в реанимационное отделение медицинского центра Св. Григория Просветителя. Спикер парламента Армении Овик Абрамян не исключил возможности отсрочки выборов из-за покушения на Айрикяна[12], однако кандидат не стал просить Конституционный суд о переносе даты выборов[13]. Согласно Конституции Армении в случае возникновения для одного из кандидатов в президенты Республики непреодолимых препятствий президентские выборы могут быть перенесены на две недели.
- В ходе кампании затрагивались в основном вопросы коррупции, теневой экономики,армии и независимости судебной системы. Особую озабоченность кандидатов вызывала трудовая миграция: тысячи мужчин покидают страну, в основном уезжая на заработки в Россию. Другая крупная проблема страны — вопрос о независимости Нагорного Карабаха. Кандидат от партии «Наследие» Раффи Ованесян заявил, что в случае его избрания он немедленно признает Нагорно-Карабахскую Республику[14].

## Результаты
| Кандидат                                                                   | Партия                               | Голоса    | %      |
| -------------------------------------------------------------------------- | ------------------------------------ | --------- | ------ |
| Серж Саргсян                                                               | Республиканская партия               | 861 160   | 58,64  |
| Раффи Ованнисян                                                            | «Наследие»                           | 539 672   | 36,75  |
| Грант Багратян                                                             | Свобода                              | 31 643    | 2,15   |
| Паруйр Айрикян                                                             | Союз за национальное самоопределение | 18 093    | 1,23   |
| Андриас Гукасян                                                            | беспартийный                         | 8328      | 0,57   |
| Вардан Седракян                                                            | беспартийный                         | 6203      | 0,42   |
| Арман Меликян                                                              | беспартийный                         | 3516      | 0,24   |
| Действительных бюллетеней                                                  | Действительных бюллетеней            | 1 468 615 | 96,64  |
| Недействительных бюллетеней                                                | Недействительных бюллетеней          | 50 988    | 3,36   |
| Всего                                                                      | Всего                                | 1 519 603 | 100,00 |
| Всего избирателей/Явка                                                     | Всего избирателей/Явка               | 2 528 773 | 60,09  |
| Источник: ЦИК Армении Архивная копия от 11 октября 2017 на Wayback Machine |                                      |           |        |